# La Forêt-du-Temple
La Forêt-du-Temple ist eine französische Gemeinde mit 143 Einwohnern (Stand 1. Januar 2022) im Département Creuse in der Region Nouvelle-Aquitaine. Sie gehört zum Arrondissement Guéret und zum Gemeindeverband Portes de la Creuse en Marche.

## Geografie
Die Gemeinde La Forêt-du-Temple liegt an der Grenze zum Département Indre im Einzugsbereich des Flusses Petite Creuse, etwa 33 Kilometer nördlich von Guéret. Das 7,77 km² umfassende Gemeindegebiet ist waldarm und von Hecken geprägt. Im Norden der Gemeinde wird mit 459 m über dem Meer der höchste Punkt erreicht. Zur Gemeinde gehören die Ortsteile Le Grand Pommier, La Graule, Le Bourigeaud und weitere Weiler und Einzelhöfe. Umgeben wird La Forêt-du-Temple von den Nachbargemeinden Crozon-sur-Vauvre und Crevant im Norden, Nouziers im Osten, Mortroux im Süden, Lourdoueix-Saint-Pierre im Westen sowie Aigurande im Nordwesten.

## Geschichte
Zwischen 1836 und 1883 gehörte La Forêt-du-Temple zur Gemeinde Mortroux.

### Bevölkerungsentwicklung
| Jahr      | 1962 | 1968 | 1975 | 1982 | 1990 | 1999 | 2011 | 2021 |
| Einwohner | 358  | 337  | 264  | 190  | 163  | 151  | 142  | 144  |

Im Jahr 1911 wurde mit 508 Bewohnern die bisher höchste Einwohnerzahl ermittelt. Die Zahlen basieren auf den Daten von cassini.ehess und INSEE.

## Sehenswürdigkeiten
- Kirche Notre Dame aus dem 12. Jahrhundert mit Kapelle der Templer aus dem 19. Jahrhundert

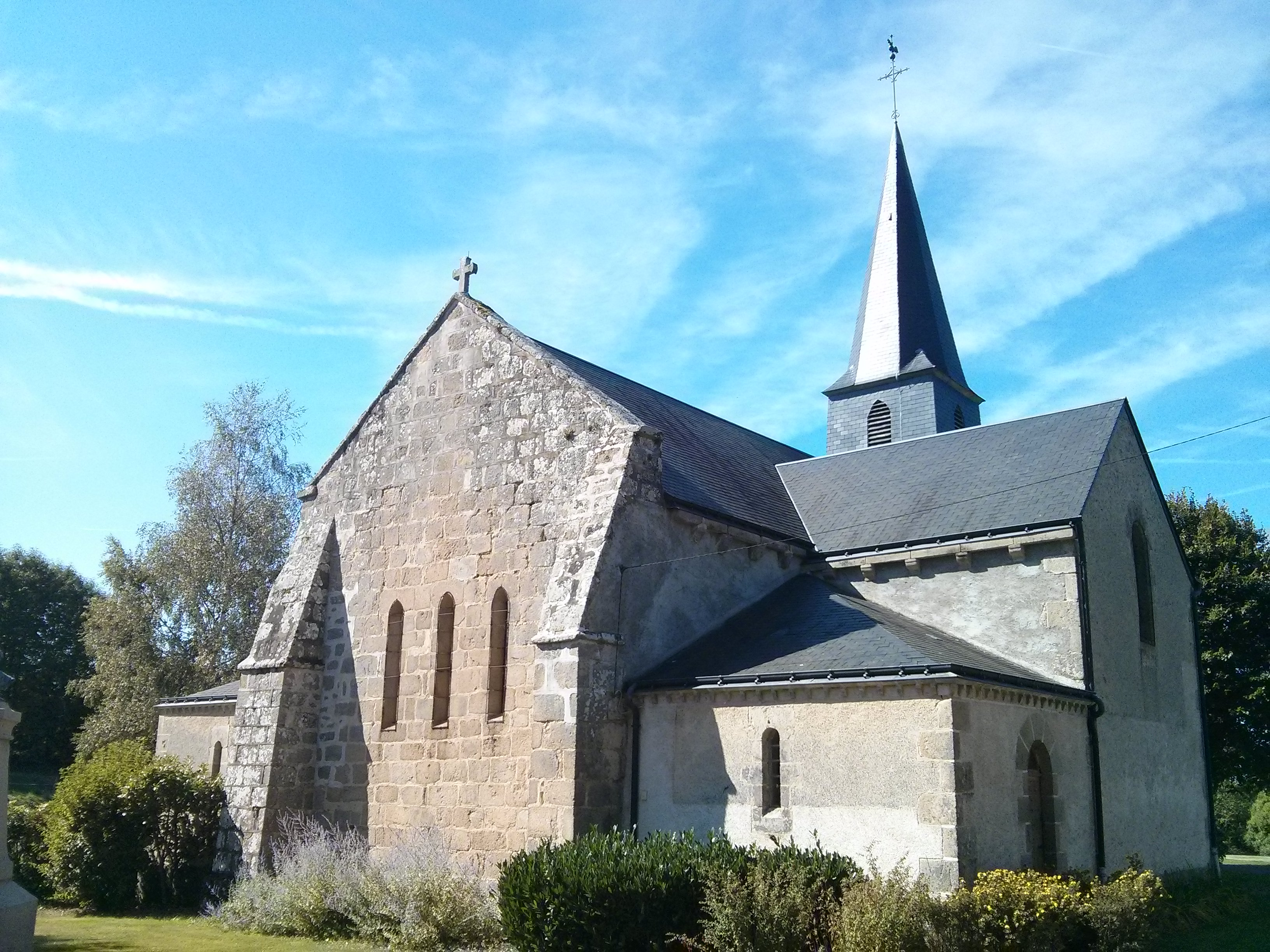
Kirche Notre-Dame
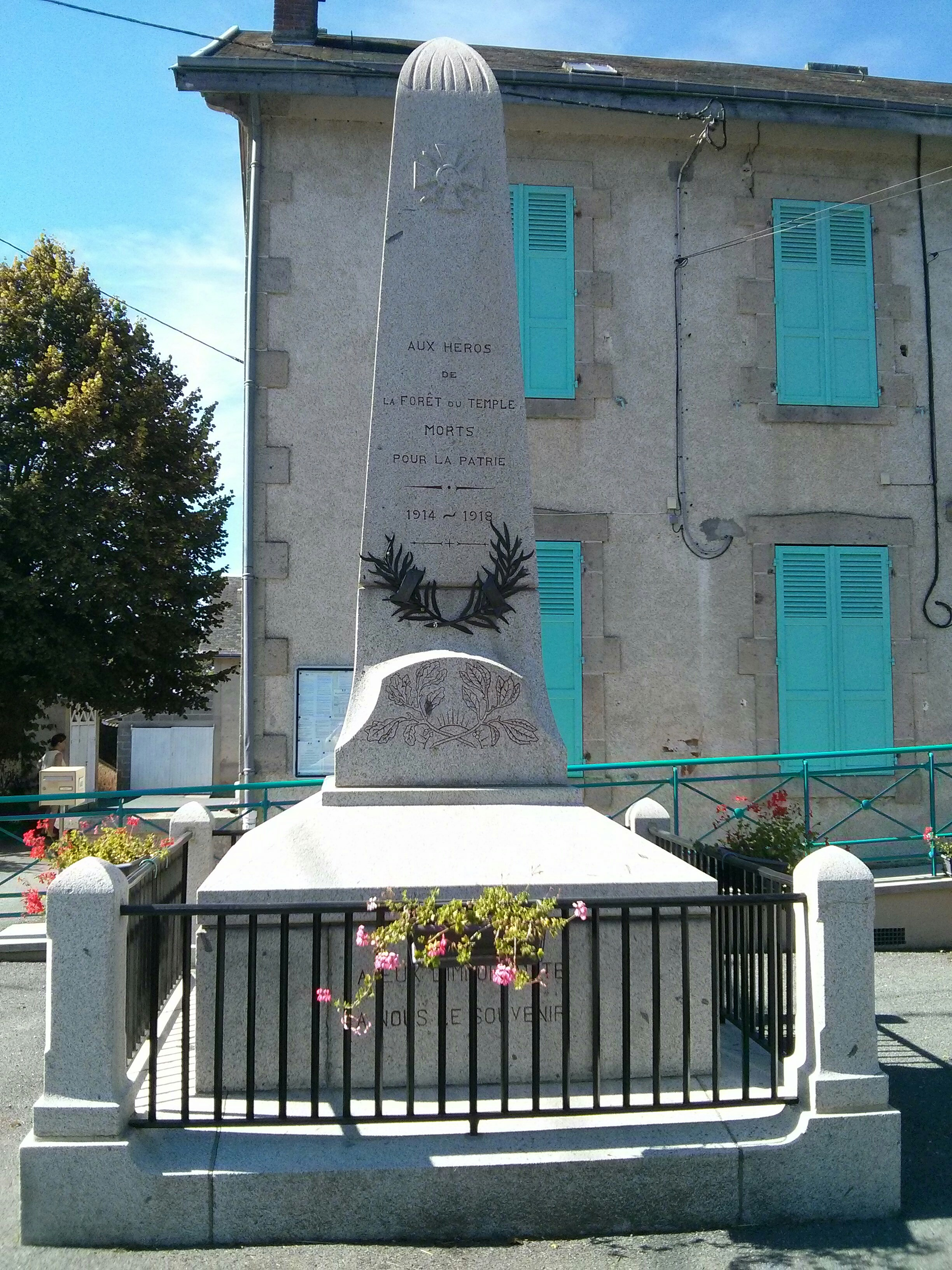
Gefallenendenkmal

## Wirtschaft und Infrastruktur
In der Gemeinde sind neun Landwirtschaftsbetriebe ansässig (Getreideanbau, Zucht von Rindern, Schafen und Ziegen).
La Forêt-du-Temple liegt abseits der überregional wichtigen Verkehrswege an der Straße D 990 von Aigurande nach Nouziers. In der 32 Kilometer südlich gelegenen Départements-Hauptstadt Guéret besteht ein Anschluss an die autobahnartig ausgebaute RN 145 von Bellac nach Montluçon. Der Bahnhof in Guéret liegt an der Bahnstrecke von Limoges nach Montluçon (Ligne de Montluçon à Saint-Sulpice-Laurière).

## Belege
1. ↑  Ortsname auf cassini.ehess.fr
2. ↑  La Forêt-du-Temple auf cassini.ehess
3. ↑  La Forêt-du-Temple auf INSEE
4. ↑  Landwirtschaftsbetriebe auf annuaire-mairie.fr (französisch)